# Lobby européen des femmes
Le Lobby européen des femmes (LEF) est la plus grande organisation d’associations de femmes dans l’Union européenne. Fondée en 1990, elle œuvre pour la promotion des droits des femmes et de l'égalité entre les sexes et représente plus de 2000 organisations. L'adhésion au LEF s'étend aux organisations des 28 États membres de l'UE et de trois pays candidats à l’intégration, ainsi qu'aux organismes à l'échelle européenne.
Son siège se trouve à Bruxelles, en Belgique. Le LEF est l'une des ONG européennes les plus anciennes qui travaille en étroite collaboration avec les institutions européennes et les partenaires de la société civile. Au niveau international, le LEF a un statut consultatif auprès du Conseil de l'Europe et participe régulièrement aux activités de la Commission de la condition de la femme des Nations unies (CSW).

## Objectifs
Agissant en tant que forum pour un échange, une coopération et une intégration accrues, le LEF existe en tant que plateforme qui aide les organisations féministes d'Europe à jouer un rôle actif dans l'élaboration d'un cadre européen pour l'égalité entre les femmes et les hommes. Le LEF envisage une société dans laquelle la contribution des femmes à tous les aspects de la vie soit reconnue, récompensée et célébrée - dans le leadership, les soins et la production ; où toutes les femmes ont confiance en elles, ont le choix et sont à l'abri de toutes formes de violences et d'exploitation ; et dans lequel aucune femme ou fille n'est laissée pour compte. 
Le LEF croit en une Europe féministe et égalitaire dans laquelle il est non seulement possible, mais impératif, de mettre fin aux inégalités entre les sexes pour assurer le bien-être des personnes et de la planète. Sa vision est holistique, transformationnelle, socio-économique, basée sur le bien-être, l'égalité, la justice sociale et avec une voix puissante contre la précarité des femmes. Le LEF envisage une culture dans laquelle les femmes jouissent de droits égaux et participent à des structures de pouvoir et de prise de décision repensées, dans lesquelles toutes les formes de violence à l'égard des femmes sont éliminées et que les femmes soient libérées de toutes formes d'oppression.
Malgré la diversité culturelle et le nombre de ses membres, le LEF adopte des positions claires sur des questions controversées, en soutenant le droit à l’avortement et l’abolition de la prostitution depuis 1998, bien que cette position ne fasse pas l’unanimité parmi les mouvements féministes aux Pays-Bas et en Allemagne. Depuis 2002, elle défend également le droit à l’avortement et s’oppose à l’objection de conscience du personnel médical sur ce sujet, une position qui suscite des divergences au sein du féminisme polonais. 
La mission du LEF est une source crédible d'expertise et d'expérience sur l'égalité entre les femmes et les hommes et les droits des femmes, représentant la diversité du mouvement des femmes à travers l'Union européenne ; représenter une voix féministe inclusive, confiante, forte et indépendante et faire entendre de vraies voix de femmes dans l'arène politique de l'UE; établir un consensus et mobiliser l'expérience collective des membres de LEF pour travailler sur les principaux problèmes affectant les femmes, pour prendre conscience des droits des femmes, l'égalité entre les femmes et les hommes et de la justice sociale. Agir comme catalyseur reliant différents acteurs et organisations pour apporter des changements au niveau de l'UE.
Dans un cadre stratégique 2016-2020, le Lobby européen des femmes, à travers ses organisations membres, vise à:
- Lever des financements plus importants et durables pour les femmes.
- Travailler efficacement à différents niveaux et contextes dans l'Union européenne mais aussi à l'échelle locale, nationale et internationale.
- Mettre fin à toutes les formes de violence envers les filles et les femmes, et promouvoir une société de paix, de sécurité humaine et de dignité.
- Prévenir et lutter contre le sexisme et les stéréotypes de genre.
- Promouvoir une économie durable basée sur de nouveaux modèles économiques tels que l'égalité, le bien-être, les soins, la justice sociale...
- Prendre en compte la participation des femmes à la vie politique et aux réformes économiques et sociales.
- Garantir des dispositifs institutionnels solides et stables pour l'égalité entre les sexes au sein de l'Union européenne.

## Distinctions
- 18 septembre 2013 : Prix du citoyen européen[n 2],[2]